# Ronde van Frankrijk 2010/Vijfde etappe
De vijfde etappe van de Ronde van Frankrijk 2010 werd verreden op donderdag 8 juli 2010 over een afstand van 187,5 kilometer van Épernay naar Montargis. Het was een vlakke etappe.

## Verloop

### Bergsprints
| Beklimming Côte d'Orbais-l'Abbaye na 18,5 km | Beklimming Côte d'Orbais-l'Abbaye na 18,5 km | Beklimming Côte d'Orbais-l'Abbaye na 18,5 km | 4e cat. 1,6 km à 4,8 % | 4e cat. 1,6 km à 4,8 % |
| Plaats                                       | Naam                                         | Naam                                         | Punten                 |                        |
| Winnaar                                      | Julien El Fares                              | Julien El Fares                              | 3                      |                        |
| 2                                            | José Iván Gutiérrez                          | José Iván Gutiérrez                          | 2                      |                        |
| 3                                            | Jurgen Van De Walle                          | Jurgen Van De Walle                          | 1                      |                        |

| Beklimming Côte de Mécringes na 36,5 km | Beklimming Côte de Mécringes na 36,5 km | Beklimming Côte de Mécringes na 36,5 km | 4e cat. 1,3 km à 5,4 % | 4e cat. 1,3 km à 5,4 % |
| Plaats                                  | Naam                                    | Naam                                    | Punten                 |                        |
| Winnaar                                 | Jurgen Van De Walle                     | Jurgen Van De Walle                     | 3                      |                        |
| 2                                       | José Iván Gutiérrez                     | José Iván Gutiérrez                     | 2                      |                        |
| 3                                       | Julien El Fares                         | Julien El Fares                         | 1                      |                        |

### Tussensprints
| Tussensprint Vauchamps na 27,5 km |                     |        |
| Plaats                            | Naam                | Punten |
| Winnaar                           | José Iván Gutiérrez | 6      |
| 2                                 | Julien El Fares     | 4      |
| 3                                 | Jurgen Van De Walle | 2      |

| Tussensprint Ville-Saint-Jacques na 126,5 km |                     |        |
| Plaats                                       | Naam                | Punten |
| Winnaar                                      | Julien El Fares     | 6      |
| 2                                            | Jurgen Van De Walle | 4      |
| 3                                            | José Iván Gutiérrez | 2      |

| Tussensprint Préfontaines na 169,5 km |                     |        |
| Plaats                                | Naam                | Punten |
| Winnaar                               | José Iván Gutiérrez | 6      |
| 2                                     | Julien El Fares     | 4      |
| 3                                     | Jurgen Van De Walle | 2      |

## Uitslag
| Rang | Renner               | Land                | Ploeg                   | Tijd     |
| ---- | -------------------- | ------------------- | ----------------------- | -------- |
| 1    | Mark Cavendish       | Verenigd Koninkrijk | Team HTC-Columbia       | 4u30'50" |
| 2    | Gerald Ciolek        | Duitsland           | Team Milram             | z.t.     |
| 3    | Edvald Boasson Hagen | Noorwegen           | Team Sky                | z.t.     |
| 4    | José Joaquín Rojas   | Spanje              | Caisse d'Epargne        | z.t.     |
| 5    | Thor Hushovd         | Noorwegen           | Cervélo                 | z.t.     |
| 6    | Sébastien Turgot     | Frankrijk           | Bbox Bouygues Télécom   | z.t.     |
| 7    | Robbie McEwen        | Australië           | Katjoesja               | z.t.     |
| 8    | Alessandro Petacchi  | Italië              | Lampre-Farnese Vini     | z.t.     |
| 9    | Lloyd Mondory        | Frankrijk           | AG2R-La Mondiale        | z.t.     |
| 10   | Tyler Farrar         | Verenigde Staten    | Team Garmin-Transitions | z.t.     |

## Strijdlustigste renner
|  | Renner              | Ploeg            |
|  | ------------------- | ---------------- |
|  | José Iván Gutiérrez | Caisse d'Epargne |

## Algemeen klassement
| Rang | Renner                | Land                | Ploeg                   | Tijd      |
| ---- | --------------------- | ------------------- | ----------------------- | --------- |
|      | Fabian Cancellara     | Zwitserland         | Team Saxo Bank          | 22u59'45" |
| 2    | Geraint Thomas        | Verenigd Koninkrijk | Team Sky                | + 0'23"   |
| 3    | Cadel Evans           | Australië           | BMC Racing Team         | + 0'39"   |
| 4    | Ryder Hesjedal        | Canada              | Team Garmin-Transitions | + 0'46"   |
| 5    | Sylvain Chavanel      | Frankrijk           | Quick Step              | + 1'01"   |
| 6    | Andy Schleck          | Luxemburg           | Team Saxo Bank          | + 1'09"   |
| 7    | Thor Hushovd          | Noorwegen           | Cervélo                 | + 1'19"   |
| 8    | Aleksandr Vinokoerov  | Kazachstan          | Astana                  | + 1'31"   |
| 9    | Alberto Contador      | Spanje              | Astana                  | + 1'40"   |
| 10   | Jurgen Van den Broeck | België              | Omega Pharma-Lotto      | + 1'42"   |

## Nevenklassementen

### Puntenklassement
| Rang | Renner              | Land      | Ploeg               | Punten |
| ---- | ------------------- | --------- | ------------------- | ------ |
|      | Thor Hushovd        | Noorwegen | Cervélo             | 102    |
| 2    | Alessandro Petacchi | Italië    | Lampre-Farnese Vini | 88     |
| 3    | Robbie McEwen       | Australië | Katjoesja           | 81     |

### Bergklassement
| Rang | Renner           | Land      | Ploeg      | Punten |
| ---- | ---------------- | --------- | ---------- | ------ |
|      | Jérôme Pineau    | Frankrijk | Quick Step | 13     |
| 2    | Sylvain Chavanel | Frankrijk | Quick Step | 8      |
| 3    | Rein Taaramäe    | Estland   | Cofidis    | 8      |

### Jongerenklassement
| Rang | Renner          | Land                | Ploeg          | Tijd      |
| ---- | --------------- | ------------------- | -------------- | --------- |
|      | Geraint Thomas  | Verenigd Koninkrijk | Team Sky       | 23u00'08" |
| 2    | Andy Schleck    | Luxemburg           | Team Saxo Bank | + 0'46"   |
| 3    | Roman Kreuziger | Tsjechië            | Liquigas-Doimo | + 2'01"   |

### Ploegenklassement
| Rang | Ploeg              | Land                | Tijd      |
| ---- | ------------------ | ------------------- | --------- |
|      | Team Saxo Bank     | Denemarken          | 69u03'10" |
| 2    | Garmin-Transitions | Verenigde Staten    | + 0'11"   |
| 3    | Team Sky           | Verenigd Koninkrijk | + 0'25    |

## Opgaves
- Amets Txurruka (Euskaltel-Euskadi) (niet gestart)